# Perioperative arterielle Hypotonie
Von einer perioperativen arteriellen Hypotonie (auch Blutdruckabfall) wird gesprochen, wenn der arterielle Blutdruck im Rahmen eines operativen Eingriffs, also vor (prä-), während (intra-) oder nach (post-) einer Operation abfällt. Das Gegenteil der Hypotonie ist die Hypertonie (auch Bluthochdruck).

## Intraoperative Hypotonie

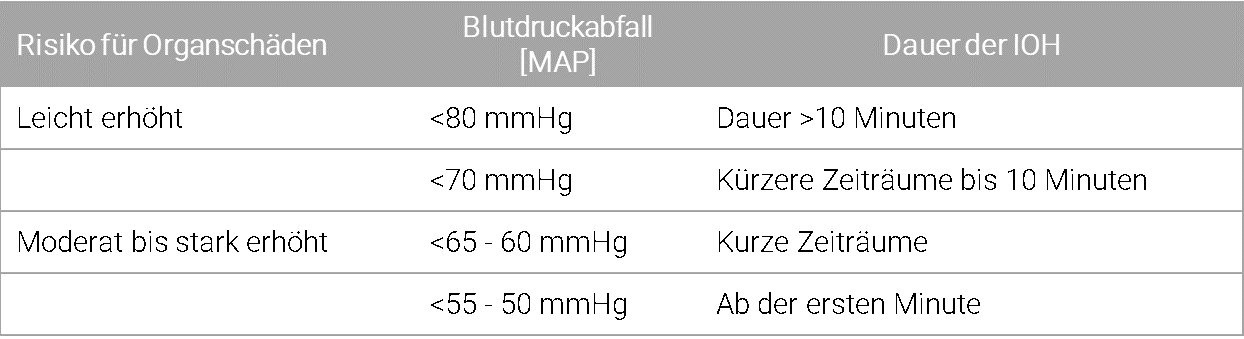
Abb. 1: Risiko für Folgekomplikationen in Abhängigkeit von Dauer und Ausmaß der IOH, basierend auf 42 Studien

Die intraoperative Hypotonie (IOH) ist häufig und outcome-relevant: Je nach Definition erleiden 5 bis 99 % aller operativer Patienten eine IOH. Es besteht eine starke Assoziation zwischen IOH und perioperativen Komplikationen. In Abhängigkeit vom Ausmaß und der Dauer des Blutdruckabfalls steigt das Risiko für Organschäden.
Aktuelle Empfehlungen besagen, dass der mittlere arterielle Druck (MAP) intraoperativ einen unteren Grenzwert von 65 mmHg nicht unterschreiten sollte. So haben Studien gezeigt, dass populationsbasiert ein MAP von ˂65 mmHg bereits nach kurzer Zeitdauer mit einem Anstieg perioperativen Komplikationen einhergeht. Der pragmatische Ansatz diesen Grenzwert als Trigger für Therapiemaßnahmen heranzuziehen ist jedoch nicht unproblematisch, da er zwangsläufig zu einer zeitweisen Unterschreitung des Grenzwerts führt. Darüber hinaus ist zu beachten, dass sich individuelle Patientinnen und Patienten in Bezug auf den minimal noch akzeptablen Blutdruck von der Gesamtpopulation unterscheiden können.
Dass eine an den individuellen Werten des Patienten ausgerichtete Blutdrucktherapie einer Standardtherapie überlegen zu sein scheint, wurde im Rahmen der INPRESS-Studie gezeigt. Diejenigen Patientinnen und Patienten, die ein individualisiertes Blutdruckmanagement erhielten, hatten ein um fast 20 % geringeres Risiko für postoperative Organdysfunktionen im Vergleich zu denen mit Standardtherapie.
Eine IOH kann in verschiedenen Phasen des operativen Eingriffs auftreten. Eine Hypotonie, die im Rahmen der Narkoseeinleitung auftritt, wird anästhesiebedingte Hypotonie genannt. Die Ursache einer anästhesiebedingten Hypotonie sind in der Regel die blutdrucksenkenden Effekte der eingesetzten Anästhetika. Blutdruckabfälle, die nach dem Hautschnitt auftreten, können unterschiedliche Ursachen haben.

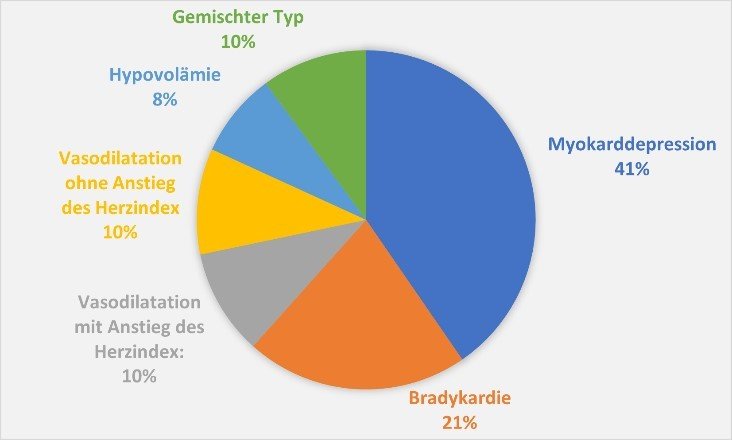
Abb. 2: IOH-Endotypen und deren relative Häufigkeiten (prozentualer Anteil Episoden) modifiziert nach Kouz et al. 2023. Bei 82 Patientinnen und Patienten wurden insgesamt 615 IOH-Episoden identifiziert.

In einer 2023 publizierten Studie wurden 6 therapeutisch relevante IOH-Endotypen beschrieben (Abb. 2): Myokarddepression (41 %), Bradykardie (21 %), Vasodilatation mit Anstieg des Herzindex (10 %), Vasodilatation ohne Anstieg des Herzindex (10 %), Hypovolämie (8 %) und gemischter Typ (10 %).
Zu den Risikofaktoren für eine IOH zählen u. a.:
- Höheres Patientenalter[10][11]

- Höhere ASA-Klassifikation[10][11]

- Kombination von Regional- und Allgemeinanästhesie[10]

- Längere Dauer der Operation[10]

- Basis-MAP < 70 mmHg[11]

- Einsatz von Propofol[11]

- Höhere Fentanyldosis[11]

## Postoperative Hypotonie
Auch nach der Operation, d. h. im Aufwachraum, auf der Normalstation oder auf der Intensivstation können behandlungsbedürftige Hypotonie auftreten. Man spricht von postoperativen Hypotonien.

## Physiologische Aspekte der perioperativen Hypotonie

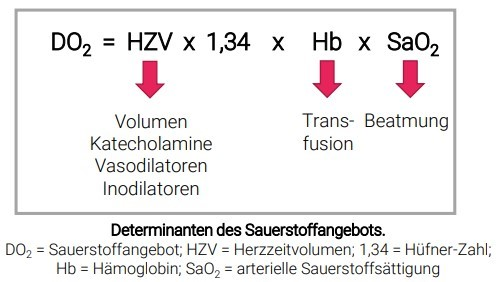
Abb. 3: Determinanten des Sauerstoffangebots

Der arterielle Blutdruck (RR) hängt vom Herzzeitvolumen (HVZ) und vom peripheren Gefäßwiderstand (TPR) ab (RR=HZV*TPR). Bei einer arteriellen Hypotonie ist entweder eine oder die Summe beider Determinanten verändert.
Im klinischen Umfeld ist der arterielle Blutdruck ein vergleichsweise einfach zu quantifizierender hämodynamischer Parameter und ist ein seit Jahrzehnten unverzichtbarer Basisparameter in der perioperativen Kreislaufüberwachung. Der arterielle Blutdruck ist jedoch nur ein unvollständiger Indikator eines ausreichenden Sauerstoffangebots (DO2, Delivery O2) und lässt, als sogenannter Surrogatmarker, nur bedingt Rückschlüsse auf die Durchblutung der Endorgane zu.
Die Determinanten des Sauerstoffangebots sind der Sauerstoffgehalt des Bluts (CaO2 =Hb*SaO2*1,34) und die Menge an Blut, die pro Zeitspanne vom Herz in die Gewebe gepumpt wird (HZV).

## Perioperative Herz-Kreislaufüberwachung: S1-Leitlinie
Das übergeordnete Ziel der perioperativen Überwachung und Therapie der Herz-Kreislauffunktion ist die Aufrechterhaltung der Organfunktionen durch die Sicherstellung von adäquatem Perfusionsdruck, Blutfluss und Sauerstoffangebot und die Vermeidung von Komplikationen. Im September 2023 wurde in Deutschland erstmals eine S1-Leitlinie zur „Intraoperativen klinischen Anwendung von hämodynamischem Monitoring bei nicht-kardiochirurgischen Patient:innen“ veröffentlicht.

## Therapie der perioperativen Hypotonie

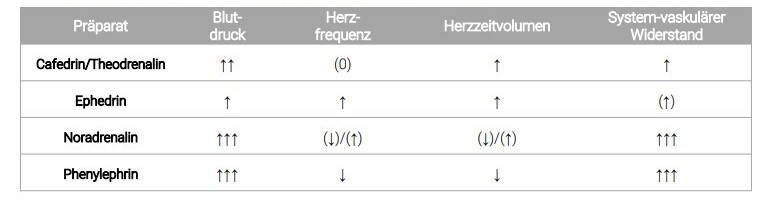
Abb. 4: Hämodynamische Effekte der in Deutschland gebräuchlichen Antihypotonika, mod. nach ^{16}

Ein großer Anteil der perioperativen arteriellen Hypotonien wird medikamentös behandelt. In Deutschland gebräuchliche Medikamente sind Cafedrin/Theodrenalin (Akrinor®), sowie Ephedrin, Noradrenalin und Phenylephrin. Die dem Blutdruckanstieg zugrundeliegenden hämodynamischen Effekte der Medikamente sind verschieden.